# Ullein-Reviczky Antal
Ullein-Reviczky Antal (Sopron, 1894. november 8. – London, 1955. június 13.) diplomata, a nemzetközi jog egyetemi tanára.

## Élete

### Ifjúkora és tanulmányai
A Reviczky nevet – édesanyja tiszteletére – 1934-ben vette fel. Apai nagyapja és édesapja lakóházak, középületek és iskolák építőmestereként szereztek elismerést. A bencések Szent Asztrik Katolikus Főgimnáziumában érettségizett, felsőfokú tanulmányait a bécsi Konzuli Akadémián, majd Debrecenben, a Magyar Királyi Tisza István Tudományegyetem Jog- és Államtudományi Karán folytatta. Itt avatták doktorrá 1927-ben. Öt nyelven tanult meg magas szinten beszélni.

### Tudományos munkássága
A nemzetközi jog témájában számos tanulmányt publikált és előadást tartott. Legfontosabb műve A trianoni szerződés területi rendelkezéseinek jogi természetét tárgyalja. 1933-ban magántanár, 1941-ben címzetes rendkívüli egyetemi tanár lett Debrecenben.

### Diplomáciai és politikai karrierje
1919-ben a bécsi magyar követségen kezdett dolgozni. A magyar–osztrák határmegállapító bizottság tagjaként jelentős szerepe volt a soproni népszavazás előkészítésében és lebonyolításában.
1923-ban a párizsi követségre került. 1929-ben áthelyezték Törökországba, ahol 1932-től az isztambuli misszió konzuli osztályát vezette. (Itt ismerkedett meg későbbi feleségével, Lovice Louisa Grace-szel, Cyril James Cumberbatch angol konzul lányával.) 1935-től 1938-ig zágrábi konzul volt.
1938-ban – Csáky István hivatalba lépése után – a Külügyminisztérium összevont sajtó- és kulturális osztályának vezetője lett. 1941 áprilisában, Bárdossy László miniszterelnöki kinevezését követően egybeolvasztották a miniszterelnökségi és a külügyi sajtóirányítói posztokat. Ettől kezdve addig példátlan hatalom koncentrálódott Ullein-Reviczky kezében. A legfőbb döntéshozók bizalmasaként szervezte a kormánypropagandát, és – Vásárhelyi Miklós megfogalmazása szerint – „szuperfőszerkesztőként” őrködött a lapok tartalma felett.
A németek melletti egyoldalú elkötelezettséget kezdettől fogva ellenezte. 1941-ben nem volt hajlandó betiltani az angolszász orientációjú Magyar Nemzetet. Amikor a magyar diplomáciát miniszterelnökként is irányító Bárdossy lemondott, Ullein-Reviczky esetleges külügyminiszteri kinevezésének hírére Ernst von Weizsäcker német külügyi államtitkár határozott ellenérzését fejezte ki Sztójay Döme berlini követnek. Hitler állítólag Horthy Miklós 1943. áprilisi németországi látogatásakor a magyar kormány „rossz szellemének” nevezte.
1943 szeptemberében stockholmi követté nevezték ki. Részt vett a különbéke-tárgyalások előkészítésében. Magyarország német megszállása után a svéd távirati irodának adott nyilatkozatában törvénytelennek minősítette az újonnan megalakult Sztójay-kormányt, és kijelentette, ő továbbra is „a független Magyarország utolsó legális kormányát” képviseli. 1944. március 25-én követi megbízatása alól felmentették, és állampolgárságától megfosztották.

### Emigrációban
Stockholmból előbb Isztambulba, anyósához költözött családjával. Innen Genfbe, majd – a francia kormány meghívására – Párizsba, végül Londonba vezetett az útja. 1950 júniusától a Magyar Nemzeti Bizottmány londoni képviselője volt, később a Menekült Egyetemi Oktatók Szövetségének elnökévé választották.
Londonban hunyt el 1955. június 13-án.

## Emlékezete
Szülővárosában emléktáblát avattak tiszteletére 2001 decemberében. Nevét viseli egy leánya által létrehozott alapítvány.

## Művei

### Idegen nyelven
- La nature juridique des clauses territoriales du Traité de Trianon (A. Pedone, Paris, 1929, 1936)
- Guerre allemande, paix russe. Le drame hongrois (Editions de la Baconnière, Neuchâtel, 1947)

### Magyarul
- A trianoni szerződés területi rendelkezéseinek jogi természete (Pécsi M. Kir. Erzsébet-Tudományegyetem Kisebbségi Intézete, Pécs, 1943)
- Német háború –orosz béke. Magyarország drámája; szerk. Antal László, jegyz. Romsics Ignác, ford. Szabolcs Katalin, levéltári dokumentumgyűjt. Gulyás Zsuzsa; Európa–História, Bp., 1993 (Extra Hungariam)
- Német háború – orosz béke. Magyarország drámája (Európa, Budapest, 1993)